# Кузьмін Марселій Петрович
Марсе́лій Петро́вич Кузьмі́н (*25 липня 1924, м. Тараща, Київської області
 — †1999 м. Тула) — російський вчений, механік, доктор технічних наук, професор, заслужений діяч науки та техніки РРФСР.

## Біографія та творчий шлях
Народився в місті Тараща Київської області в родині військового. Після демобілізації батька, сім'я переїхала до Воронежа, де в 1932 році й розпочалися його шкільні роки.
Ім'я Марселій (або Маркселій) це, мабуть, абревіатура утворена зі слів Маркс — Енгельс — Ленін.
З початком німецько-радянської війни сім'я Кузьміних опинилася в Красноярську. В 1942 році юнак, котрому ледве виповнилося 17 років, розпочинає працювати на авіаційному заводі майстром токарної групи, старшим майстром та майстром школи фабрично-заводського навчання. Здібного, допитливого та відповідального хлопця примітили та в 1944 році відправили на навчання в Тульський механічний інститут. Починаючи з третього курсу, за успіхи в навчанні, Кузьміну присуджують іменну стипендію. В 1950 році Марсилій Петрович з відзнакою закінчив інститут та отримав кваліфікацію інженера-механіка.
Перспективного молодого спеціаліста залишають для викладацької роботи в інституті, а в 1951-му приймають в аспірантуру. Його науковим керівником стає професор М. А. Мамонтов — чудовий вчений та педагог. В аспірантурі Кузьмін проявив себе як зрілий інженер, здібний розв'язувати складні проблеми науково-дослідного характеру. За великі успіхи в роботі над дисертацією, вчена рада присудила йому стипендію імені Дегтярьова.
У 1955 році М. П. Кузьмін блискуче захистив кандидатську дисертацію при Вченій раді військово-інженерної академії Дзержинського та став кандидатом наук.
Захист дисертації став додатковим імпульсом у науковій та педагогічній роботі. У 1963 році його обирають деканом машинобудівного факультету, а згодом він стає першим деканом Апаратобудівного факультету. Того ж року в інституті створюється кафедра «Двигуни літальних апаратів» і Кузьмін очолює її протягом багатьох років. Але головним для нього залишається велика наука.
У 1967 році Марселій Петрович захищає докторську дисертацію, а через рік йому його удостоюють звання професора. Наукові дослідження талановитого вченого поступово отримують всесоюзне значення. У 1979 році з ініціативи Кузьміна в Тульському політехнічному інституті в співпраці з Академією наук, Міністерством освіти СРСР та галузевими міністерствами проводиться наукова конференція, присвячена проблемам машинобудування. Результати конференції були опубліковані в трьох томах та стали основою для організації постійно діючого Всесоюзного семінару.
Кафедра, очолена професором Кузьміним, розвиває творчі стосунки з науковими центрами Москви, Ленінграда, Києва, Мінська, Свердловська, Саратова, Дніпропетровська, Харкова, Новосибірська, Уфи. Ведуться спільні наукові розробки з промисловими підприємствами та науково-дослідними інститутами країни. Згідно з рішенням уряду СРСР, ці роботи активно застосовуються в промисловості СРСР. В центральних видавництвах публікуються роботи присвячені цим науковим проблемам. Професору Кузьміну належить пріоритет у визначенні основних напрямків цих досліджень. Ним опубліковано понад 200 наукових робіт, проведено близько 70-ти комплексних досліджень для промисловості, отримано 16 авторських свідоцтв присвячених проблемам тепломасообмінних процесів в енергетичних установках. Під керівництвом Кузьміна були підготовлений та захищений ряд докторських та кандидатських дисертацій.
Практично вирішені багато проблем цього наукового напрямку, були підготовлені сотні висококваліфікованих спеціалістів, багато з них стали головними конструкторами, керівниками науково-дослідних об'єднань, винахідниками нових технологій, професорами Вищих навчальних закладів.
Праці Кузьміна по моделюванню процесів теплообміну знайшли застосування в авіації, машинобудуванні, хімічному машинобудуванні, будівельній вугільній та інших галузях промисловості.
Наукова школа, основи якою були ним закладені ще в 1960-ті роки, отримала визнання в СРСР та за його межами.
Наукові заслуги професора Кузьміна були відзначені в 1984 році високим званням «Заслужений діяч науки і техніки РРФСР».
Поруч з великою науковою роботою, він вів і велику суспільну діяльність. Він був членом ради Державного комітету з науки та техніки Ради міністрів СРСР, членом обласної ради профспілок, двічі був депутатом Тульської обласної ради, секретарем парткому Тульського політехнічного інституту.
Професор Кузьмін за заслуги перед країною був нагороджений орденом «Знак пошани» та медаллю «За доблесний труд».
Помер у 1999 році.